# Phare de Cayo Bretón
Le phare de Cayo Bretón (en espagnol : Faro de Cayo Bretón) est un phare actif situé sur Cayo Bretón, sur le littoral sud de la province de Ciego de Ávila, à Cuba.

## Histoire
Cayo Bretón est une petite caye située dans l'archipel de Jardines de la Reina.
Le phare a été mis en service en 1930. Il marque l'extrémité ouest de l'archipel

## Description
Ce phare  est une tour pyramidale métallique à claire-voie, avec une galerie et une lanterne de 30 m de haut, sur une base en béton. La tour est peinte en blanc. Il émet, à une hauteur focale de 33 m, un éclat blanc par période de 10 secondes. Sa portée est de 12 milles nautiques (environ 22 km).
Identifiant : ARLHS : CUB-041 ; CU-0828 - Amirauté : J5084 - NGA : 110-13344 .

### Lien connexe
- Liste des phares de Cuba